# ياريد زينابو
ياريد زينابو (22 يونيو 1989 إثيوبيا - ) هو لاعب كرة قدم إثيوبي، يلعب كلاعب وسط.

## وصلات خارجية
- ياريد زينابو على موقع قاعدة بيانات كرة القدم.إي يو (الإنجليزية)
- ياريد زينابو على موقع ناشيونال فوتبول تيمز (الإنجليزية)